# Festetics-sörház

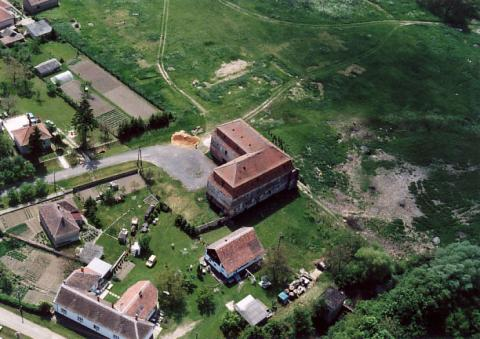
A roskadozó sörház felülnézetből.

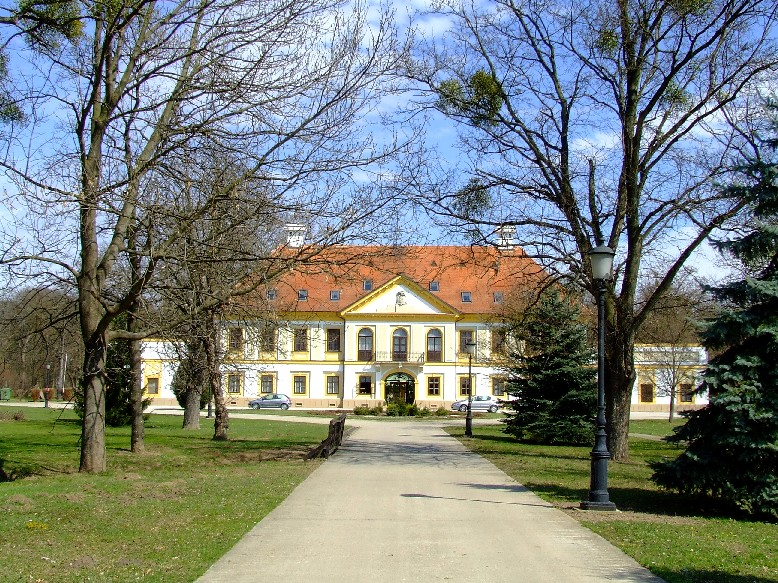
A vasszécsenyi Új-Ebergényi-kastély

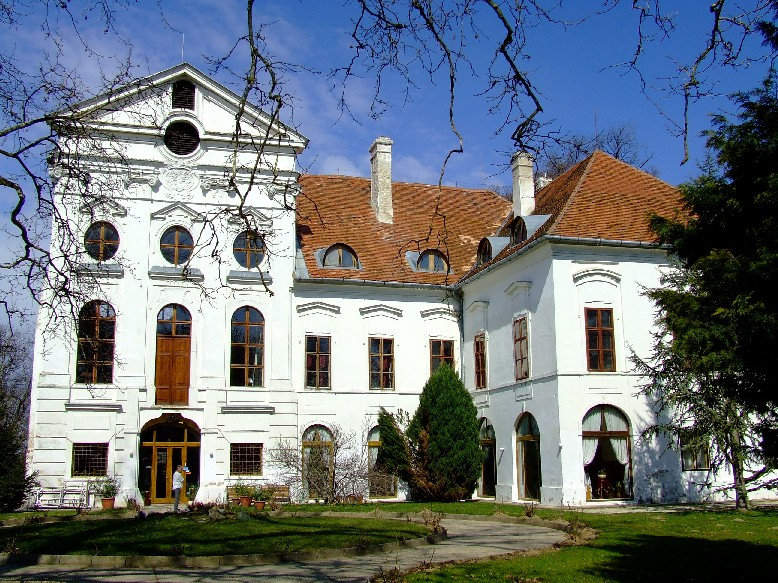
Az Ó-kastéy

A Festetics-sörház Vasszécseny községben, az Ó-Ebergényi-kastély területén található épület.
Napjainkban magántulajdonban van.

## Története
Több középkori forrás is megemlít egy szécsenyi földvárat, ami az egykori malom mellett, feltételezhetően a Festetics-sörház helyén volt.
1381-ben I. Lajos király Mihály udvari papjának és testvérének adományozta a Szécsény melletti Kápolnás földet.
A szécsenyi malom melletti földvárról később nincs adat, de szinte bizonyosra vehető, hogy az enyingi Török család idején az udvarhoz tartozott e terület is.
1750-ben az Ó-kastély a Schilson család Festetics József tábornoknak adta el. Április elején Festetics József tiszttartója, Pettermann Ádám szerződést kötött Saffer János téglamesterrel egy uradalmi téglaégető beindítására. Augusztustól decemberig Saffer János 92 ezer téglát és 52 ezer tetőcserepet égetett.
Pettermann Ádám ősszel vásárolta meg a kőszegi vásáron a további faanyagot.
Decemberben Erb János uradalmi ácsmesternek, Uhlmann Krisztián kőszegi pintérmesternek és Dapler János szombathelyi üveges mesternek fizettek az elvégzett munkáért.
1751 márciusától 5 segéddel dolgoztak Szécsenyben Plurch Jakab és Mayerhofer Mihály kőművesek.
Áprilisban Jager János szombathelyi gelencsér (fazekas) dolgozott Szécsenyben. (Koppány Tibor ezeket a munkálatokat az Ó-kastély átalakításának véli, de inkább valószínű, hogy a sörházzal kapcsolatosak.)
Pettermann Ádám megbízásából Hunter János Ádám uradalmi kertész Vépről virágokat és dísznövényeket szállított. (A sörház mellett alakítottak ki egy kertészetet.)
Ekkor újították meg a szécsenyi malmot, a sörház mellé svájci tehenészethez istállót építettek, valamint halastavat alakítottak ki, ami egyben malomárokként is funkcionált. (1751-től egy vármegyei rendelet tette kötelezővé a Gyöngyös menti vízimalmok ipari vagy másként malomárokkal való kiegészítését.)
A napjainkban magtárként ismert épület tehát sörháznak épült, Festetics József testvére, Kristóf keszthelyi uradalmi építésze, Christoph Hofstädter tervezhette. (A falu történetét is vizsgáló Kiss József prlébános szerint nem lehetett a templomosoké, inkább a pálosoké.
Áristom (fogda) is volt egy időben. A második világháború előtt még a helyi lakosok jártak a magtárt az Ó-kastéllyal összekötő alagútban.
Az épület a Batthyány-, majd Ebergényi család birtokába került, a 19. század végén a szécsenyi templomhoz tartozott. (Feltehetően innen ered a kolostor funkció emléke, habár 1945 előtt még gyóntatószék volt benne, a szécsenyi templom mellett pedig elhúnyt apácák sírjai találhatók.)
1945 után valóban magtárként működött, majd a helyi malom leégését követően villanymotoros darálót is üzemeltetett benne a helyi termelőszövetkezet.